# Нижнянка (Волгоградская область)
Нижнянка — хутор в Серафимовичском районе Волгоградской области.
Входит в состав Теркинского сельского поселения

## География
На хуторе имеются две улицы: Заречная и Набережная.

## Население
| 2010 | 2014 | 2015 |
| ---- | ---- | ---- |
| 24   | ↘22  | ↘21  |